# Nyitraszeg
Nyitraszeg (szlovákul Chalmová) Besztercsény településrésze, korábban önálló falu Szlovákiában, a Trencséni kerületben, a Privigyei járásban.

## Fekvése
Besztercsény központjától 3 km-re, nyugatra fekszik.

## Története
Bronzkori urnatemetőjéből több lelet került a Magyar Nemzeti Múzeumba.
1321-ben említik először, de a falu sokkal régebbi. Szent Anna temploma már a 12. században állt. 1367-ben a nyitrai káptalan bizonyította, hogy Nytrazeg-i Izsép fia Salamon fia László és István fia Péter Nytrazeg birtokukat megosztották. A 14. századtól különféle nemesi családok birtoka.
A kor legrészletessebb leírása Bars vármegye 1903-ban kiadott monográfiájában található. Későbbi birtokosai a Hunyadi, Dóczy, Kubinyi család és mások voltak. 1601-ben major és 29 ház állt itt. 1720-ban 13 adózó háztartása volt. A 19. század elején a községet 219-en lakták.
A 19. század közepén Fényes Elek eképpen írja le: „Nyitraszeg, Csalmova, tót falu, most A.-Nyitra vgyében, ut. p. Oszlánhoz 1 mfd., 219 kath. lak. F. u. többen."
Borovszky monográfiasorozatának Bars vármegyét tárgyaló része szerint: „Nyitraszeg. Az egész község egy kastélyból és a hozzá tartozó uradalmi épületekből és cselédházakból áll. Hajdan nagy, népes község volt és még a mult század elején is 219 lakosát írták össze. 1323-ban possessio Nythraszegh alakban van említve, mint Heim comes birtoka. Későbbi birtokosai egyre változnak. 1489-ben Szöge néven mint a husziták által elpusztított község van felemlítve. Chalmova tót neve is nagyon régi és már a Zrinyi és Frangepán-féle összeesküvés korában szerepel, mint a mikor Lessenyey Nagy Ferencz volt az ura, kinek kastélyában állitólag az összeesküvők találkoztak. A Lessenyeyek után a Khelio, Gáfor, Bellay és a Detrich család birtokába került, mely utóbbi napjainkig bírta. E családokkal együtt azonban a község előtt elterülő völgyet a XVIII. és XIX. században még a Berényi, Littasy, gr. Hunyady, Kubinyi, Szitányi, Duchony, Tarnóczy, Bulik, Majthényi, br. Braunecker, Ivánka, Rudnay, Matkovich, Ordódy, Kisfaludy és a br. Hellenbach család birtokolta, kiktől a birtokokat Detrich Péter vásárolta össze és így került az egész község, a hozzá tartozó birtokokkal együtt a Detrich család kezébe, míg a birtok másik része és a kastély, régi birtokosaival való rokonság révén. Bars vármegye is több izben tartotta e kastélyban közgyűléseit. A hagyomány szerint szerzetes kolostor volt, de minden esetre erődített hely lehetett, mert sánczokkal és árkokkal volt körülvéve. A község határában bronzkori urna-temető van, honnan már több érdekes lelet került a Nemzeti Múzeumba. Hőforrását most nem használják. Van itt kitünő anyagú dolomitbánya is. Katholikus temploma a XIII. században fennállott s Bellay János esztergomi kanonok állíttatta helyre, de már nincsen használatban. A vasúti állomáson van a posta és a táviró is."
A trianoni diktátumig Bars vármegye Oszlányi járásához tartozott. 1920-ban lakói részt vettek a mezőgazdasági sztrájkban.

## Népessége
1828-ban 37 házában 220 lakos élt.
1910-ben 279, többségben szlovák lakosa volt, jelentős magyar kisebbséggel.

## Neves személyek
- Itt született 1820-ban Kubinyi Zsigmond ügyvéd, Nyitra vármegye tiszti főügyésze, alispánja, budapesti királyi táblabíró.

## Nevezetességei
- Nyitraszeg Szent Anna temploma a 12. századból származik. A 16. században átalakították, 1730-ban bővítették. Szlovákia három legrégibb templomának egyike.
- Két saroktornyos ódon kastélya a 17. században épült. A 19. században bővítették és átépítették.
- A Nyitraszegi termálfürdő 1923-ban vált először ismertté, akkor épült az első medence.

## Lásd még
- Besztercsény
- Oszlánykisfalud

## Külső hivatkozások
- A nyitraszegi termálfürdő honlapja
- Besztercsény hivatalos oldala
- Községinfó
- Nyitraszeg Szlovákia térképén
- Travelatlas.sk
- Besztercsény története (szlovákul)
- E-obce.sk Archiválva 2008. január 15-i dátummal a Wayback Machine-ben